# 沙夫卡特·阿尤波夫
沙夫卡特·阿卜杜拉耶维奇·阿尤波夫（romanized: Shavkat Abdullayevich Ayupov，1952 年 9 月 14 日出生于塔什干）是苏联乌兹别克裔数学家。他是乌兹别克斯坦科学院院士（1995 年）。他还是乌兹别克斯坦共和国最高议会参议院参议员（2020 年）。他于2021年被授予乌兹别克斯坦英雄称号，并拥有乌兹别克斯坦共和国杰出科学家称号（2011年）。

## 生平
阿尤波夫出生于一个知识分子家庭。他的父亲阿卜杜拉·塔利波维奇·阿尤波夫是苏德战争的参与者，并担任塔什干大学哲学系主任。他的母亲玛尔古芭·哈米多娃是一名医生，在市第四临床医院担任治疗师。
他于1974年毕业于塔什干大学，师从T·A·萨雷姆萨科夫院士。他获得了物理和数学科学副学士学位（1977年）和物理和数学科学博士学位（1983年）。
他曾作为作者团队的一部分获得了列宁共青团奖，该团队由以下成员组成：穆苏尔蒙库尔·阿卜杜拉耶维奇·别尔季库洛夫、舒赫拉特·穆塔利博维奇·乌斯曼诺夫（ASU数学研究所研究员）。还有塔什干国立师范学院助理教授鲁斯坦拜·扎伊罗维奇·阿卜杜拉耶夫。助理教授奥列格·尤里耶维奇·吉洪诺夫和喀山联邦大学的副教授尼古拉·瓦西里耶维奇·特鲁诺夫。他们因为他们在1989年的《关于算子代数和非交换积分的研究》方面的工作而获得了这个奖项。
他于2003年成为世界科学院院士。2008年至2013年，他是意大利的里雅斯特阿卜杜勒·萨拉姆国际理论物理中心（ICTP）的准会员。2020年，他成为乌兹别克斯坦共和国最高议会议参议院议员。
1992年，他成为以乌兹别克斯坦共和国科学院数学研究所所长，乌兹别克斯坦共和国科学院院士。
1994年，他在法国斯特拉斯堡的路易·巴斯德大学开始了长期的任务，在那里他与J·-L·洛德教授进行了联合研究。他在乌兹别克斯坦国立大学任教，是代数和泛函分析系的教授。

## 荣誉
- 乌兹别克斯坦英雄（英语：Hero of Uzbekistan）（2021年8月24日）[4][10][2][11]
- 劳动光荣勋章（2003年）[4][2]
- 荣誉勋章（1996年）[4][2]
- 乌兹别克斯坦共和国杰出科学家（2011年）[4][2]
- 国家科学技术一等奖获得者（2017年）[4][2]

## 文献
National Encyclopedia of Uzbekistan. The first volume. Tashkent, 2000